# Folie d'été
Pour les articles homonymes, voir Midsummer Madness.
Pour plus de détails, voir Fiche technique et Distribution.
Folie d'été (Midsummer Madness) est un film américain réalisé par William C. de Mille, sorti en 1921.
C'est la deuxième adaptation à l'écran du roman de Cosmo Hamilton (en).

## Synopsis
Lorsque Daisy, la femme de Julian, quitte la maison pour rendre visite à son père malade, Julian se retrouve attiré par Margaret, la femme de son meilleur ami, qui a été négligée par son mari. Julian et Margaret se rendent ensemble dans une station de montagne, et se trouvent sur le point de consommer leur liaison lorsqu'un événement se produit qui la fait changer d'avis.

## Fiche technique
- Titre original : Midsummer Madness
- Réalisation : William C. de Mille
- Scénario : Olga Printzlau d'après His Friend and His Wife de Cosmo Hamilton
- Producteurs : Adolph Zukor, Jesse Lasky, William C. de Mille
- Photographie : L. Guy Wilky
- Production : Famous Players-Lasky Corporation
- Distributeur : Paramount Pictures
- Durée : 60 minutes
- Date de sortie : 23 janvier 1921

## Distribution
- Jack Holt : Bob Meredith
- Conrad Nagel : Julian Osborne
- Lois Wilson : Margaret Meredith
- Lila Lee : Daisy Osborne
- Betty Francisco : Mary Miller
- Claire McDowell : Mrs. Osborne
- Peaches Jackson : Peggy Meredith
- Ethel Wales : Mrs. Hicks
- Charles Ogle : Caretaker

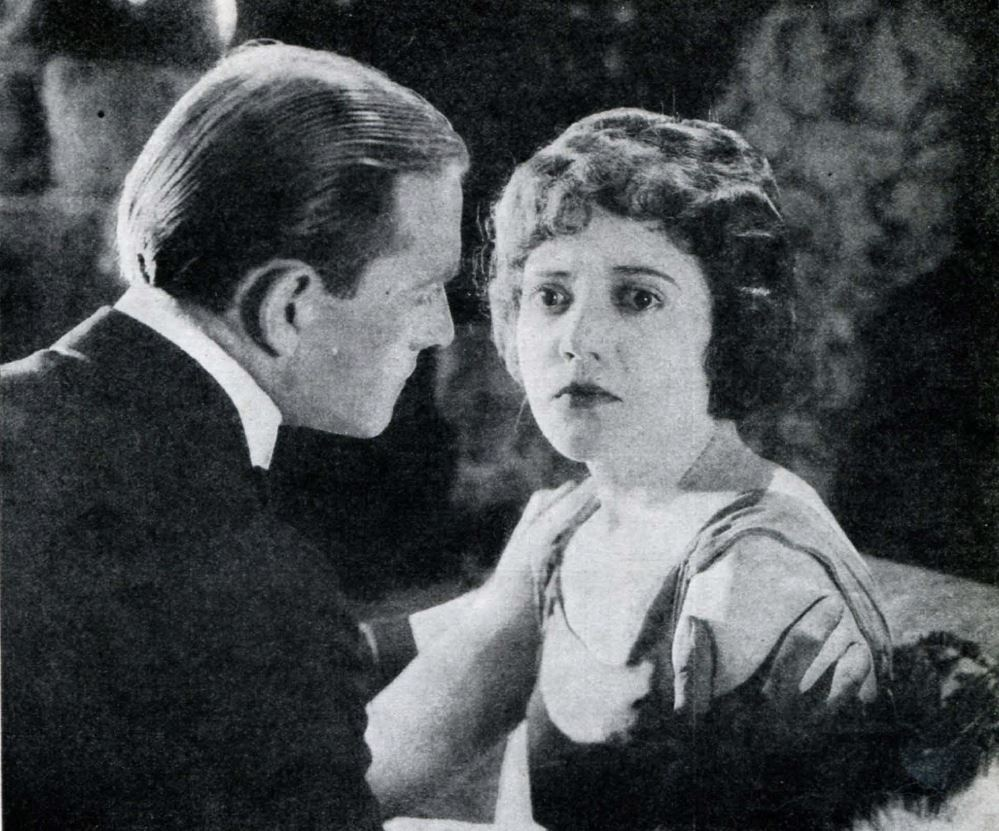
Nagel et Lois Wilson.

- Lillian Leighton : femme de Caretaker
- George Kuwa : domestique Japonais